# Alexandre Yuzykain
Alexandre Mikhailovich Yuzykain (Алекса́ндр Миха́йлович Юзыка́йн ) est le nom de plume d' Alexandre Mikhailovich Mikhaïlov (Алекса́ндр Миха́йлович Миха́йлов), né le 12 mars 1929 et mort le 17 décembre 1996, scénariste et écrivain russe, également connu pour avoir été un réformateur du culte « Chimarij jüla » (« Чимарий йӱла »).

## Biographie
Il naquit dans le village d’Enoktaevo (Chormak) dans la République socialiste soviétique autonome bachkire. En 1944, à l’âge de 15 ans, il fut envoyé à l’institut de formation pédagogique de Bachkirie d’où il sortit diplômé en 1947. Il s’inscrivit ensuite à l’Institut Pédagogique Krupskaïa d’Yoshkar-Ola où il étudia jusqu’en 1951 puis, une fois diplômé, devint enseignant dans ce même institut.
Dès 1953, il fut correspondant de la radio d'État du Mari El, couvrant plus spécialement les événements culturels de la République mari.
De 1958 jusqu’en 1960, il suivit les cours de littérature supérieure organisés par l'Union des écrivains soviétiques à l’Institut Gorki de Moscou.
Entre 1960 et 1963, il fut le rédacteur en chef de la télévision du Mari El. Puis, de 1963 à 1996, il fut rédacteur à la revue littéraire Onchyko (En avant).

## Œuvre littéraire
Il commença à écrire dès 1947, bien qu’il ne devînt officiellement écrivain professionnel qu’à partir de 1966. Il fut accepté comme membre de l’Union des écrivains soviétiques en 1957, à l’âge de 28 ans.
Publié en 1967 à Yochkar-Ola, son premier roman Sur la colline royale (en langue russe : На царской горке ; en langue mari : Кугызан вуй/Kugyzan Vuy) raconte les affres et tensions sociales survenues lors de la Première Guerre mondiale et au début de la Révolution bolchévique.
Ses autres œuvres significatives sont : La Tannière de l'ours (en russe : Медвежья берлога/Medvezh'ja berloga ; en mari : Маска вынем/Maska vynem) publié en 1972, Feu de joie (Костёр ; Тулото/Tuloto) publié en 1978, et Elyan (Эльян), publié en 1979.

## Œuvre religieuse
Vers la fin de sa vie, les questions religieuses occupèrent une place de plus en plus importante dans son œuvre. Il participa à la création de la communauté religieuse « Ošmarij-Čimarij » (« Maris immaculés - Maris authentiques »), une communauté religieuse inspirée du culte mari dont les statuts furent déposés le 6 juin 1991 ; il en devint le premier dirigeant de 1991 jusqu'en 1994.